# ETPFEST
ETPFEST(Eerie TaiJi People FESTival의 약자)는 2001년에 시작된 콘서트이다. 서태지컴퍼니가 주최하고 예당엔터테인먼트가 주관하며 다음 커뮤니케이션, GM 대우 오토 앤 테크놀로지가 후원한다. 기획은 서울기획, 액세스엔터테인먼트, IMX가 담당한다. 2009년 8월 15일에는 잠실보조경기장에서 개최되었다.

## 2001년
1회 공연은 서태지의 공식 사이트인 서태지닷컴 오픈과 일본에서의 싱글 앨범 발매를 기념으로 서태지 단독 공연으로 진행되었다. 2001년 10월 11일 오후 5시부터 10시까지 무대가 없는 일본 현지 스튜디오에서 치러졌으며 6천여 명의 한국 팬들은 서울특별시 잠실 종합운동장 보조경기장에서 위성 중계로 지켜봤다. 서태지는 이 날 ‘울트라맨이야’, ‘Feel the Soul’ 등 10곡을 불렀다.

## 2002년
2회 공연부터는 서태지가 직접 공연하지 않고 국내 언더그라운드 록 그룹 위주의 공연으로 된 전야제와 함께 서태지를 포함한 국내외 유명 뮤지션의 공연으로 된 본공연으로 이루어진 록 페스티벌로 변경되었다. 2002년 10월 25일 잠실 종합운동장 주경기장에서 열린 전야제에서는 록밴드 스키조가 오프닝 무대를 열었다. 이어 타카피, 45rpm, 트랜스픽션, 넬 등이 무대에 올랐다. 이 날 서태지는 참가 여부가 불확실한 상태에서 깜짝 등장을 해 넬과 함께 ‘널 지우려 해’의 록버전 리메이크곡을 불렀다. 관객은 2천여 명가량 동원되었다. 다음 날인 2002년 10월 26일 오후 2시 30분부터 밤 10시까지 7시간 30분 동안 진행된 본 공연에서는 3만 명이 동원되었다. 한국의 가수로는 YG패밀리, 리쌍, 피아, 디아블로가 참여했고 미국 뮤지션으로는 스크레이프, 모틀리 크루의 타미 리가 참여했으며 일본 뮤지션으로는 도브헤즈, 라이즈와 영상으로 엑스 재팬(X-Japan)의 히데가 공연에 참여하였다(가상, 스크린 출연).
서태지는 이 날 공연에서 '대경성'을 첫 곡으로 '인터넷 전쟁', '울트라맨이야', '환상 속의 그대', '오렌지', '컴백홈', '시대유감' 등 총 14곡을 불렀으며 '난 알아요'를 하드락 버전으로 리메이크해서 불렀다. 2002년 공연실황 중 서태지의 공연 부분은 《6th Album Re-recording & ETPFEST Live》의 2번째 CD에 수록되어 있다.

## 2004년
서태지의 7집 앨범 활동의 일환으로 진행되었다. 지난해와 마찬가지로 잠실 종합운동장 주경기장에서 열렸으며 2004년 8월 10일 오후 5시 30분부터 30억 원 규모의 제작비를 들여 지은 무대에서 진행하였다. 한국 밴드로는 서태지 외에 록 밴드 피아, 검엑스가 출연했으며 미국에서 록을 선보이고 있는 후바스탱크(Hoobastank)와 랩과 메탈을 접목시킨 제브라헤드, 얼터너티브 록밴드 크리스토퍼 테일러가 참가했고 일본에서는 재즈 록밴드 페즈가 참가했다. 서태지는 교실 이데아를 시작으로 Come Back Home, Take One, Take Two, Take Four, 이밤이 깊어가지만(락버전), Heffy End, 시대유감(時代遺感), Victim, Watch out, F. M. business, Live wire 그리고 앵콜곡으로 Free Style을 불렀다. 서태지는 이 공연을 마친후 7집 활동을 잠정 중단하고 인도로 여행을 떠났다.

## 2008년
2008년의 ETPFEST는 잠실야구장 일대에서 서태지의 8집 활동의 일환으로 기획되었다. 기자회견에서 서태지는 자신의 활동 여부와 상관없이 매년 행사를 개최하고 싶다는 소견을 밝히기도 했던 적이 있었다.
| - 클래지콰이 - 크라잉넛 - 닥터코어 911 - 다이시 댄스(Daishi Dance) - 에픽하이 - 스키조 - 신이치 오사와(몬도 그로소, Shinichi Osawa) - 슈가 도넛 - 선데이 브런치 - 스위밍 피쉬 - 트랜스픽션 | - 데스 캡 포 큐티(Death Cab for Cutie) - 디아블로 - 드래곤 애쉬(Dragon Ash) - 마릴린 맨슨(Marilyn Manson) - 맥시멈 더 호르몬(Maximum The Hormone) - 몽키매직(Monkey Majik) - 피아 - 서태지 - 더 유즈드(The Used) - 바닐라 유니티 - 야마아라시(Yamaarashi) |

## 2009년
전국투어 공연 뫼비우스(Möbius)를 공식적으로 마친 서태지는 8월 15일에 ETPFEST를 개최했다. 오전 11시부터 오후 11시까지 12시간 동안 진행됐다.

### 라인업(2009년 ETPFEST)
- 페이드(Fade)
- 검엑스(GumX)
- 피아(Pia, 彼我)
- 붐붐 세틀라이츠(Boom Boom Satelites)
- 킨(Keane)
- 림프 비즈킷(Limp Bizkit)
- 나인 인치 네일스(Nine Inch Nails, NIN)
- 서태지

## 같이 보기
- 대한민국의 음악제 목록